# ビューティフル塊魂
『ビューティフル塊魂』（ビューティフル かたまりだましい、Beautiful Katamari ）はバンダイナムコゲームスのナムコブランドより2007年10月18日に発売されたXbox 360用のコンピュータゲーム。また2009年12月1日より、「ゲームオンデマンド」としてダウンロード販売が開始されている。
塊魂シリーズの第4作。ジャンル表記が従来の「ロマンチックアクション」から「ロマンス&ビューティ」になっているが、システム的には従来どおりの塊（カタマリ）を転がす3人称視点の3Dアクションゲームである。

## 概要
Xbox 360というハードを生かし、ロードのストレスが無くスムーズに巻き込めるようになっている。塊の大きさも、従来のシリーズでは最大でも数千m程度であったものが、本作では100万kmにも及ぶ恒星クラスの塊すら作れる。これに伴い、フィールドが従来より広大になっている。また、HD画質 (720p) に対応。
Xbox Liveで4人までの対戦に対応し、さらに従来のシリーズで好評だったアーティストによるステキソングもリニューアルされている。
当初はプレイステーション3（PS3）とのマルチプラットフォームの予定であったが、こちらは開発中止になった（2007年7月6日、公式HPからPS3の記載が消去）と思われた。この件についてプレイステーション3（PS3）＋ブルーレイディスクという規格が、塊魂シリーズとしてはオーバースペックであったというバンダイナムコゲームス側のコメントがあり、また2007年9月開催の東京ゲームショウでディレクターの森脇淳が取材に応じたところによると、「『ビューティフル塊魂』はXbox 360版のみとなったが、それとは別のタイトルとして、さらに進化させた塊魂シリーズをプレイステーション3（PS3）向けに開発している」ことを明らかにし、その言葉通り「塊魂TRIBUTE」が2009年にPS3で出た。またWiiでのシリーズ展開も示唆していたが、結局立ち消えになったようである。

## 操作方法
コントローラーの2本のアナログスティックを使って「塊」（カタマリ）を転がしフィールドに配置されている様々な物体を巻き込んで行く。最初は塊の大きさは10cm程度。お座敷で消しゴムや将棋のコマ、ハンコ、100円玉などの小さなものを巻き込んでいるが、上手く転がしていけばどんどん塊は大きくなっていき、人、家、ビル、島なども巻きこめるようになる。

## ダウンロードコンテンツ
本作の発売と同時に、追加ステージ等のダウンロードコンテンツが配信されている。またその他にゲーマーアイコンやテーマも複数配信されている。ゲーム関係のダウンロードコンテンツは特定のステージ等を出現させるフラグとなるファイルという形である。
ゲーム関係のダウンロードコンテンツの価格は1つにつき200マイクロソフトポイント(「スペシャルアクセサリー」は250マイクロソフトポイント、「ピッタリサイズノ カタマリ作リ」は300マイクロソフトポイント。ただし2009年12月に、追加ステージに関しては80マイクロソフトポイントに値下げされた)。テーマファイルは1つにつき150マイクロソフトポイント(ただし2008年11月のシステムアップデートに伴い50マイクロソフトポイントに価格改定)、ゲーマーアイコンは1セットにつき80マイクロソフトポイント。
- 追加ステージ
  - カロリーノ カタマリヲ 作ル - 食品系のアイテムを集めてそのカロリーを競う。
  - ジョウズニ オ買イモノ - 一定の金額内でアイテムを集めてできた塊のサイズを競う。
  - 王妃ニ ステキナ プレゼントヲ - 毛糸等が大量に存在するステージ。
  - 88星座ノ ロマン - 星座に関連する物を集め、集めた星座の数を競う。
  - ピッタリサイズノ カタマリ作リ - 塊のサイズの正確さを競う。
  - デンジャラスナ カタマリ - 兵器や恐竜、火山などを集めるステージ。
  - メカヲ 集メル - 機械を集めるステージ。
- アクセサリーセット - キャラクターに付けることができるアクセサリー。プレゼントを巻き込むことで手に入れられるアイテムを既に持っているものとして装備させることができる。4セットある。
- スペシャルアクセサリー - 本来「素敵コレクション」の全アイテムを巻き込むことで手に入るアイテムを既に持っているものとして装備させることができる。
- キャラクターセット - 通常巻き込むことで王子ランドに連れて行くメイツが王子ランドにいるようになる。4セットある。
- テーマファイル - Xbox 360ダッシュボードの背景。2007年11月現在4つある。
- ゲーマーアイコンセット - メイツ等のゲーマーアイコン。1セットにつき5つで、メイツアイコンセットが11個とその他に6つある。

本作ではダウンロードコンテンツの利用により追加できる実績が存在している。なお、実績の関係上ダウンロードコンテンツ無しでもプレゼントは30種以上、メイツは40人以上存在している。
ただし、このようなダウンロードコンテンツの構成は「Xbox Liveで最も馬鹿げたDLC9選」に選ばれる程の批判も受けている。

## 登場キャラクター
王子
大コスモの王様の息子の王子で本作の主人公。リッジレーサーズ2に出たりと一躍有名人に。
王様
大コスモの王様。今回はカボチャパンツを履いたり服装がリニューアル。テニスをすれば逸れた球が夜空に穴を開け、それがブラックホール化するなど、傍若無人ぶりに磨きがかかっている。
王妃
大コスモの王様の王妃。エレガント。

### メイツ
従来のイトコ、ハトコ、ルーキーたちは合計50人以上が登場するため、まとめて「メイツ」と呼ばれるようになった（区別するのが大変なので、まとめてメイツと呼ぶことにしたらしい）。
イチゴチャン
イチゴのようなメイツ。
ウスヒコ
横から見ると紙のように薄いメイツ。王子に似ている。
エース
紡錘形の頭と体が特徴のメイツ。
オデオン
アンテナ部分に顔があるメイツ。王子に似ている。
オデコ
頭が縦に長いメイツ。
オペオ
包帯やギプスを着けており、顔も青く、不健康そうなメイツ。
ガッツ
逆三角形の体が特徴のメイツ。
キノコ
名前通りキノコのようなメイツ。
キャンキャン
ヒョロヒョロしたメイツ。
キュン
毛の様なメイツ。
クニヒロ
頭が風呂敷包みのようなメイツ。
クロ
名前通り黒色のメイツ。
ケンタ
足が四本もあるメイツ。王子に似ている。
コロンボ
毛むくじゃらのメイツ。
シカオ
四角い頭が特徴のメイツ。
シャーイ
頭は円盤型で、顔が窪んでいるメイツ。
ジャングル
光学迷彩が特徴のメイツ。
ジュ・マン
雪だるまの様なメイツ。
ジュン
白地に水色の水玉模様が特徴のメイツ。
ジョンソン
顔が飛び出たメイツ。王子に似ている。
シンゴ
信号機のようなメイツ。
スバル
手裏剣のような体形のメイツ。
ディップ
黒地に光る星模様が特徴のメイツ。
ナイナイ
箱の様な形をしたメイツ。
ナツオ
体形が落花生に似ているメイツ。
ニック
太っているメイツ。
ニッケル
ロボットのメイツ。
ノーン
台形の体形をしたメイツ。
ハーヴェスト
リンゴを切った様な頭をしたメイツ。
ハニー
バーベルのような頭のメイツ。
ハバナ
とても横に長い頭をしたメイツ。
ハンス
ご飯を盛った茶碗のような頭をしたメイツ。
バンバン
輪っかに似た体形をしたメイツ。
ビヨンド
首が長く、ティラノサウルスのような体形をしたメイツ。
姫
王妃のようなメイツ。
プゥ
アンテナの根元から葉っぱが生えているメイツ。王子に似ている。
フーミン
U字型の頭をしたメイツ。
フジオ
トンガリ帽子のような頭で、ちょび髭が生えたメイツ。
フックメン
名前通り、覆面レスラーのメイツ。
ペソ
頭が横から見ると勾玉に似た形をしたメイツ。
ベルベット
下半身がUFOに似た形をしたメイツ。
ポーラ
花のようなメイツ。
ボス
下半身がドリルのメイツ。
ポックル
他のメイツと違い小人の姿をしている。
ホルモン
牛のようなメイツ。
マグ
顔が液晶になっているメイツ。
マーシー
カラフルなメイツ。
マーン
楕円形の体をしたメイツ。
ミソ
頭が御椀型で、頭の中に味噌汁が入っているメイツ。
ミッキー
頭の上と左右からアンテナが生えているメイツ。
ムー
全身真っ黒のメイツ。
ラ･マーン
団子の様なメイツ。
ラララ
日に焼けた肌をしたメイツ。
リュウ
忍者のメイツ。
ワーイ
Y字型の体をしているメイツ。

## スタッフ
- プロデューサー：うでつ和仁（宇出津和仁）
- ディレクター：森脇淳

## サウンドトラック
本作で使用されたBGMを収録したサウンドトラック『塊ステキ魂』が2007年11月21日にコロムビアミュージックエンタテインメントから発売されている。収録曲は以下の通り。
1. Katamari Dancing / 宇都宮隆
2. 団結 / IM@S ALL STARS
3. BOYFRIEND A GOGO / 松本伊代
4. Bless my stars / 鈴木蘭々
5. Sayonara Rolling Star / 平山あや
6. 恋の稲刈り / 石川ひとみ
7. INTO THE SKY / イトクボ
8. カタマリティー / 杏子
9. ぐるぐるグラビティ / 堀越のり
10. カラフルハート / 斉藤由貴
11. PROLOGUE / NBGI（濱本理央）
12. コズミックラウンジ / NBGI（渡辺量）
13. カタマリ惑星 / NBGI（内田哲也）
14. STAR! STAR! STAR! / NBGI（内田哲也）
15. みんなのマンボ / NBGI（内田哲也）
16. 王子ラウンジ / NBGI（内田哲也）
17. EPILOGUE / NBGI（濱本理央）